# Сатурська Ганна Степанівна
Сатурська Ганна Степанівна (нар. 1973, Львівська область) — українська вчена у галузі медицини, доктор медичних наук (2016), професор (2019), завідувач кафедри громадського здоров'я та управління охороною здоров'я Тернопільського національного медичного університету.

## Життєпис
У 1997 р. закінчила Тернопільську державну медичну академію ім. І. Я. Горбачевського за спеціальністю «лікувальна справа».
1997—1999 — інтернатура у Тернопільській обласній лікарні за спеціальністю «Терапія».
З 2002 р. працює у Тернопільському національному медичному університеті імені І. Я. Горбачевського на кафедрі патологічної фізіології.
З 2014 року — на кафедрі громадського здоров'я та управління охороною здоров'я ТНМУ.

## Наукова діяльність
Кандидатську дисертацію захистила у спеціалізованій вченій раді Д 58.601.01 у ДВНЗ «Тернопільський державний медичний університету імені І. Я. Горбачевського Міністерства охорони здоров'я України» за спеціальністю «патологічна фізіологія» у 2009 році. У 2013 році отримала звання доцента кафедри патологічної фізіології.
Докторську дисертацію захистила у 2016 році у спеціалізованій вченій раді Д 58.601.01 у ДВНЗ «Тернопільський державний медичний університету імені І. Я. Горбачевського Міністерства охорони здоров'я України» за спеціальністю «патологічна фізіологія».
Наукові інтереси: Медико-соціальні аспекти та патогенетичні закономірності розвитку патологічних процесів за умов дії надзвичайних факторів на організм, сучасні принципи їх корекції та превентивні заходи; математичне моделювання процесів управління охороною здоров'я; сучасні підходи до управління якості медичної допомоги та підготовки спеціалістів медичної галузі; проблематика громадського здоров'я в Україні та світі.
Міжнародна активність: проходила міжнародні стажування у багатьох зарубіжних ЗВО у Канаді (м. Едмонтон, 2018 р.), Естонії (м. Таллінн, 2019 р.), Білорусії (м. Гродно, 2019 р.), Німеччині (м. Берлін, 2019 р.), Польщі (м. Познань, 2019 р.) та брала участь у міжнародних проектах в рамках угод між ТНМУ та закордонними університетами. У 2019 р. брала участь у Всесвітньому Саміті Здоров'я у Берліні (WORLD HEALTH SUMMIT—2019) .

## Доробок
Автор понад 100 наукових та навчально-методичних праць, серед яких 1 посібник «History of medicine» (2018 р.), 2 патенти на корисні моделі, інформаційний лист.
1. History of medicine: textbook /A. Holyachenko, A. Shulhai, H. Saturska, N. Panchyshyn, Yu. Petrashyk. — Ternopil: TSMU, 2018. — 128 p.
2. Пелих В. Є., Сатурська Г. С., Усинський Р. С. Ремоделювання серця в щурів в умовах розвитку метаболічної кардіоміопатії та можливості його корекції // Здобутки клінічної і експериментальної медицини. — 2020. — № 2. — C 140—144.
3. Пискливець Т. І., Шульгай А. Г., Левчук Р. Д., Сатурська Г. С. Муніципальне замовлення як механізм реформування охорони здоров'я міста Тернополя за умов децентралізації // Вісник соціальної гігієни та організації охорони здоров'я України. — 2019. — № 1 (79). — С. 55-61.
4. Кліщ І. М., Потіха Н. Я., Сатурська Г. С., Ковалик О. С. Компетентнісний підхід до підготовки докторів філософії у державному вищому навчальному закладі «Тернопільський державний медичний університет імені І. Я. Горбачевського Міністерства охорони здоров'я України» // Медична освіта. — 2019. — № 1. — С. 74-78.
5. Fedoniuk. Larisa Ya., Podobivskyi Stepan S., Kamyshnyi Alexandr M., Saturska Anna S., Khavtur Vira О., Marchuk Olga М., Zahrychuk Oksana М., Furka Olga B., Cherniashova Valentina М. Morphological and physiological, biological and epidemiological features of acariana of the genus Ixodes (Latreille, 1795) — human ectoparasites in biogeocenoses of Ternopil region // Wiadomości Lekarskie. — 2019. — TOM LXXII, no 2. — P. 224—228.
6. Petrashyk Y., Terenda N., Saturska H., Panchyshyn N., Lytvynova O., Lishtaba L., Slobodian N., Ndihgihdah K. Availability and utilization of healthcare resources in Ukraine and some other countries // Georgian medical news. — 2019. — Volume 1 (286). — P. 145—149.
7. Saturska H., Shulhai А., Levchuk R., Potikha N., Usynskyi R. Medical and social issues of cardiovascular diseases and their solution based on the experimental study of myocardial fibrosis // Wiadomosci Lekarskie. — 2019. — Vol. 72, № 1. — P. 35-39.
8. Сатурская А. С., Лепявко А. А., Сатурская У. В. Инновационные подходы и использование интерактивных методов в подготовке специалистов общественного здоровья и медицинской сферы // Математическая морфология. Электронный математический и медико-биологический журнал. — 2019. — Т.18., Вып.4. — URL: http://www.sci.rostelecom67.ru/user/sgma/MMORPH/N-64-html/saturska/saturska.htm
9. Сатурская А. С., Потиха Н. Я., Сатурская У. В. Новые подходы к решению медико-социальной проблемы сердечно-сосудистых заболеваний с учетом индивидуальной холинореактивности организма // Математическая морфология. Электронный математический и медико-биологический журнал. — 2018. –Т.17., Вып.4. — URL: http://www.sci.rostelecom67.ru/user/sgma/MMORPH/N-60-html/saturska/saturska.htm
10. Сатурская А. С., Усинский Р. С., Сатурская У. В., Левчук Р. Д. Динамика показателей гуморального иммунитета на этапах развития экспериментального диффузного кардиосклероза в зависимости от индивидуальной резистентности организма к гипоксии // Імунологія та алергологія: наука і практика. — 2018. — № 4. — С. 24-32.
11. Saturska H. S., Bondarenko Yu. I., Saturska U. V. Influence of trimetazidine metabolic therapy on connective tissue metabolism in experimental diffuse ischemic necrotic cardiosclerosis in rats with different rates of hypoxia resistance // International Journal of Medicine and Medical Research. — 2016. — Volume 2, Issue 1. — Р. 49–53.
12. Сатурская А. С., Бондаренко Ю. И., Потиха Н. Я. Влияние индивидуальной резистентности организма к гипоксии на состояние гуморального иммунитета при смоделированном экспериментальном диффузном кардиосклерозе // J. of Education, Health and Sport. — 2015. — Vol. 5, № 3. — P. 207—217.
13. Сатурская А. С., Бондаренко Ю. И., Пелых В. Е. Изменения цитокинового профиля крови при экспериментальном диффузном кардиосклерозе у крыс с различной устойчивостью к гипоксии // J. of Education, Health and Sport. — 2015. — Vol. 5, № 2. — P. 66–78.
14. Сатурская А. С. Влияние раннего применения триметазидина на изменение концентрации фактора некроза опухолей-альфа в сыворотке крови у крыс с разной устойчивостью к гипоксии при моделировании диффузного кардиосклероза // Вестник Смоленской государственной академии. — 2015. — Т. 14, № 2. — С. 5–12.
15. Сатурская А. С. Изменения концентрации фактора некроза опухолей-альфа при моделировании диффузного кардиосклероза у крыс с разной устойчивостью к гипоксии // Вестник Витебского государственного медицинского университета. — 2015. — Т. 14, № 3. — С. 32–37.
16. Сатурская А. С. Изменения показателей гуморального иммунитета в раннем периоде экспериментального диффузного кардиосклероза у крыс с разной резистентностью к гипоксии [Электронный ресурс] // Электронный математический и медико-биологический журнал «Математическая морфология». — 2015. — Т. 14., Вып. 2. — Режим доступа до инф. : http://www.smolensk.ru/user/sgma/MMORPH/N-46-html/saturskaya-2/saturskaya-2.htm
17. Сатурская А. С. Особенности баланса про- и противовоспалительных цитокинов при экспериментальном диффузном кардиосклерозе у крыс в зависимости от их врожденной устойчивости к гипоксии [Электронный ресурс] // Электронный математический и медико-биологический журнал «Математическая морфология». — 2015. — Т. 14, Вып. 1. — Режим доступа до инф. : http://www.smolensk.ru/user/sgma/MMORPH/N-45-html/saturskaya/saturskaya.htm